# Крестный путь (фильм, 2014)
«Крестный путь» (нем. Kreuzweg) — немецкий драматический фильм режиссёра Дитриха Брюггемана. Премьера состоялось на Международный Берлинском кинофестивале 9 февраля 2014 года.

## Сюжет
Повествование разбито на 14 глав в соответствии с этапами крестного пути Иисуса Христа. Семья 14-летней Марии принадлежит католическому приходу, отличающемуся особым фанатизмом и приверженностью строгим канонам, существовавшим до Второго Ватиканского собора. Под влиянием красноречия отца Вебера и под давлением матери, в штыки принимающей любое несогласие, Мария думает только о том, чтобы стать ближе к богу. А для этого надо подавлять свои желания и отказываться от маленьких радостей, которые подбрасывает жизнь, — например, вкусной пищи или общения с симпатизирующим ей мальчиком. Она даже мечтает отдать богу свою жизнь для того, чтобы тот вылечил маленького брата, имеющего признаки аутизма. Доведя себя до истощения, Мария попадает в больницу и оказывается на пороге смерти...

## В ролях
- Леа ван Акен — Мария
- Франциска Вайс — мать
- Флориан Штеттер — отец Вебер
- Люси Арон — Бернадетт
- Мориц Кнапп — Кристиан
- Клаус Михаэль Камп — отец
- Георг Веш — Томас
- Кьяра Пальмери — Катарина
- Линус Флур — Йоханнес
- Бирге Шаде — учитель физкультуры
- Рамин Яздани — врач
- Ханс Цихлер — директор похоронного бюро

## Награды и номинации
- 2014 — участие в основной конкурсной программе Берлинского кинофестиваля, где лента была удостоена приза «Серебряный медведь» за лучший сценарий (Анна Брюггеман, Дитрих Брюггеман) и приза экуменического жюри (Дитрих Брюггеман).
- 2014 — три приза Вальядолидского кинофестиваля: приз «Серебряный колос», приз ФИПРЕССИ, приз молодёжного жюри (все — Дитрих Брюггеман).
- 2014 — приз студенческого жюри на Эдинбургском кинофестиваля (Дитрих Брюггеман).
- 2014 — специальный приз жюри кинофестиваля в Абу-Даби (Дитрих Брюггеман).
- 2014 — экуменический приз на Норвежском кинофестивале (Дитрих Брюггеман).
- 2014 — номинация на приз зрительских симпатий Чикагского кинофестиваля.
- 2015 — номинация на национальную румынскую премию «Гопо» за лучший европейский фильм.